# Zasłonak rzodkwiopodobny
Zasłonak rzodkwiopodobny (Cortinarius rapaceus Fr.) – gatunek grzybów należący do rodziny zasłonakowatych (Cortinariaceae).

## Systematyka i nazewnictwo
Pozycja w klasyfikacji według Index Fungorum: Cortinarius, Cortinariaceae, Agaricales, Agaricomycetidae, Agaricomycetes, Agaricomycotina, Basidiomycota, Fungi.
Po raz pierwszy opisał go w 1938r. Elias Fries. Brak typu nomenklatorycznego. Niektóre synonimy:
- Cortinarius rapaceus var. caesiovergens Bon 1982
- Cortinarius rapaceus var. macrosporus J.Aug. Schmitt 2020
- Cortinarius rapaceus var. macrosporus J.Aug. Schmitt 2022

Polską nazwę nadał Andrzej Nespiak w 1975 r.

## Morfologia
Kapelusz
Średnica do 15 cm, mięsisty, początkowo wypukły, potem spłaszczony i nieco wklęsły, o karbowanym brzegu. Skorka w stanie wilgotnym lepka, gliniastobiała, z ochrowopomarańczowymi plamkami. Osłona biała, nietrwała.
Blaszki
Jasno kremowofioletowe z czerwonopłowymi plamkami.
Trzon
Wysokość 4–8 cm, powierzchnia jedwabista, biała, z ochrowymi plamkami i małą, błyszczącą, ochrowopomarańczową bulwą.
Miąższ
W kapeluszu białawy, w trzonie żółtawy. Zapach ziemisty lub rzodkiewki, czasami nieprzyjemny, smak słodki, miodowy.
Cechy mikroskopowe
Zarodniki migdałkowate, ozdobione dużymi brodawkami.

## Występowanie i siedlisko
Podano nielicznre stanowiska Cortinarius rapaceus w Europie i Ameryce Północnej. W Polsce podano dwa stanowiska.
Naziemny grzyb mykoryzowy. Występuje w lasach liściastych, iglastych i mieszanych bukowo-świerkowych.